# Longwood (Santa Elena)
Longwood es un asentamiento y distrito de la isla Santa Elena (un territorio británico de ultramar ubicado en el Atlántico Sur, África) conocido por el ser el lugar donde Napoleón fue exiliado hasta su muerte el 5 de mayo de 1821.

## Características
En el año 2008 tenía una población de 715 habitantes, en comparación con una población de 960 en 1998. El área del distrito es de 33,4 km², siendo el segundo distrito más grande la isla, solamente superado por Cerro Azul. El distrito incluye Hutt's Gate, donde se ubica la Iglesia de San Mateo. El distrito también contiene un campo de golf, que es el único en la isla.
El distrito contiene la Llanura de la Bahía Próspera, que es donde se encuentra el aeropuerto de Santa Elena. También hay una estación meteorológica. Las lecturas de la temperatura, la presión del aire y la visibilidad se leen y se comunican de forma automática cada 3 horas. El distrito incluye también los asentamientos de Deadwood, Mulberry Gut y Bottom Woods. También se localiza aquí el Bosque Millenium, recientemente plantado.
Se afirma que durante el destierro de Napoleón, en Longwood se presentaba un clima demasiado húmedo debido a sus características geográficas-marítimas, y en determinadas épocas del año no cesaban las lluvias.

## Historia

### Observatorios
El distrito cuenta un observatorio con un telescopio de 7 metros de largo, creado por Edmond Halley en 1676 (al salir de la Universidad de Oxford) con la intención de estudiar las estrellas del hemisferio sur. El telescopio se ubica cerca de la iglesia de San Mateo y la alta colina 680 m s. n. m. ubicada allí lleva su nombre y se llama Monte de Halley.
El observatorio de Halley estaba en uso desde 1677 hasta 1678, cuando regresó a Inglaterra y publicó su Catalogus Stellarum Australium en 1679, que incluía detalles de 341 estrellas del sur. Halley posteriormente fue galardonado con su maestría de Oxford y una Beca de la Royal Society.
En 1686 Halley publicó la segunda parte de los resultados de su expedición en la isla, hablando sobre el calentamiento solar como la causa de los movimientos atmosféricos. También estableció la relación entre la presión barométrica y la altitud sobre el nivel del mar. Sus cartas eran una importante contribución para el emergente campo de la visualización de información.
En los siglos 19 y 20, un observatorio (en uso desde 1840 hasta 1849) se encontraba en la aldea de Longwood y otros dos observatorios fueron erigidos en la zona de Hutt's Gate: uno en uso desde 1892 hasta 1924 y el segundo en uso desde 1925 hasta 1975.

### Napoleón
En esta área se aún se conserva el establecimiento denominado Longwood House donde residió durante su exilio Napoleón Bonaparte junto a su séquito, y en la cual el emperador y los suyos debían respetar los límites a los que podían acceder, ya que a pesar de su carácter de prisionero, este podía desplazarse libremente por un determinado perímetro de la isla. En un principio residió en el Briars y luego aquí en Longwood desde 1815 hasta su muerte el 5 de mayo de 1821, de hecho, en la isla se conserva la que fue su tumba. Desde 2004 esos territorios son denominados Domaines français de Sainte-Hélène y las propiedades son administradas y conservadas como museo por el Ministerio de Asuntos Exteriores de Francia mediante su cónsul en Ciudad del Cabo, Sudáfrica.
Además, el médico principal de Napoleón, Barry Edward O'Meara escribió cartas describiendo las circunstancias de la vida de Napoleón y su suite durante su cautiverio, y los envió clandestinamente a un amigo en el Almirantazgo en Londres.

## Galería

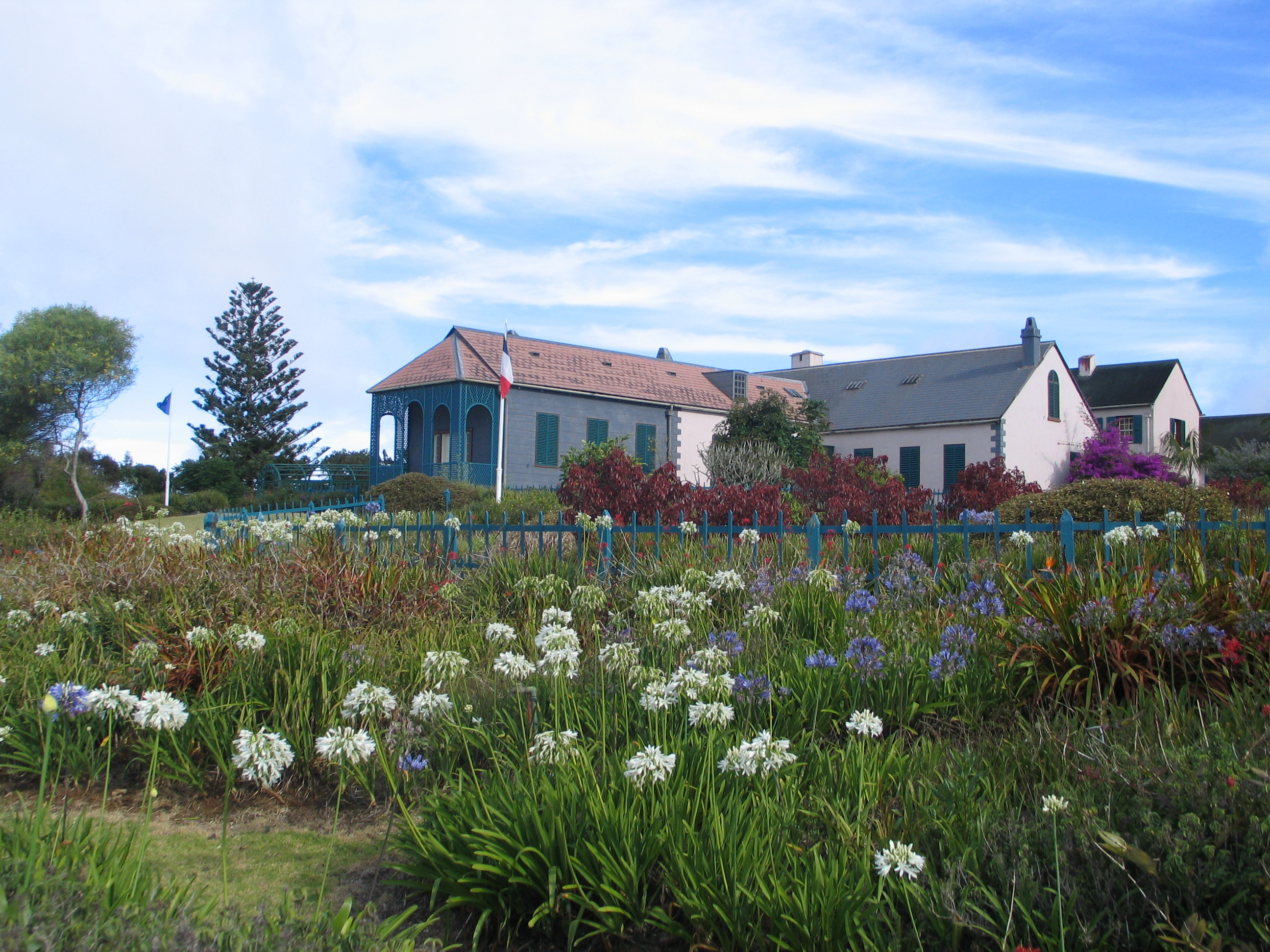
Vista de Longwood House en 2008
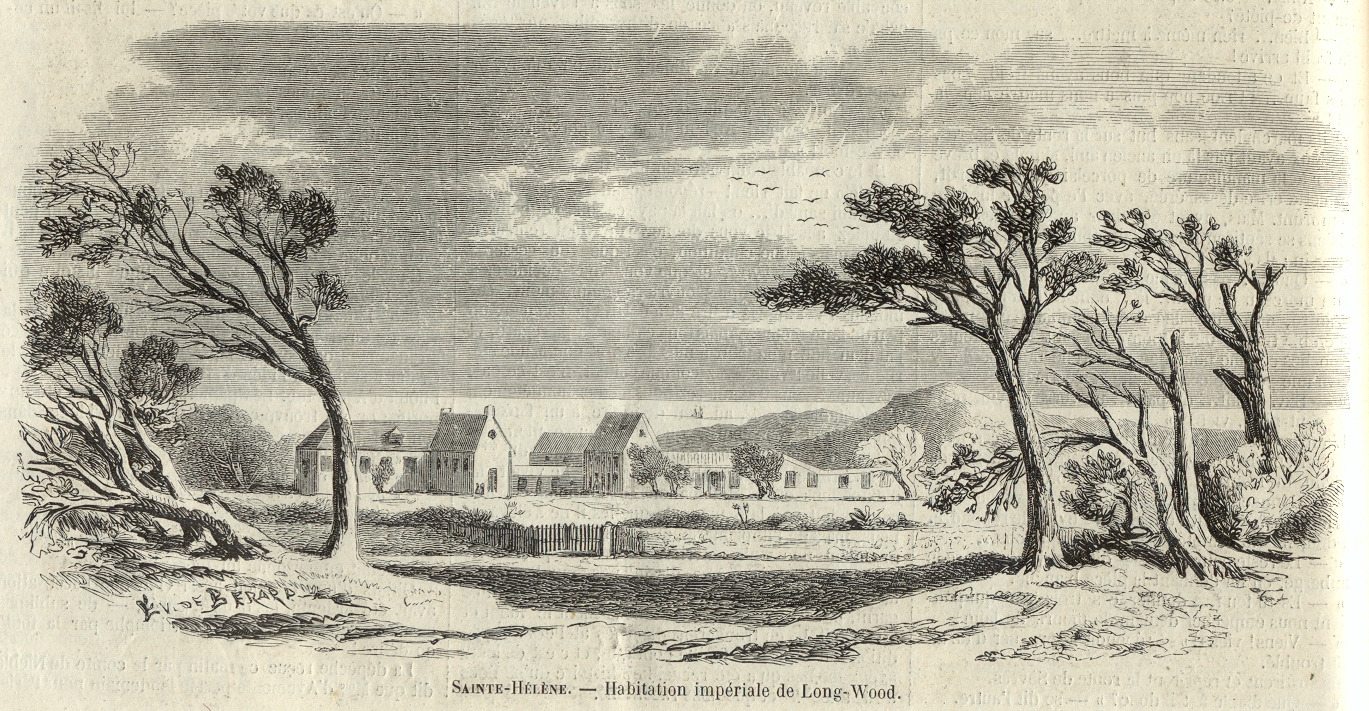
Longwood en 1858
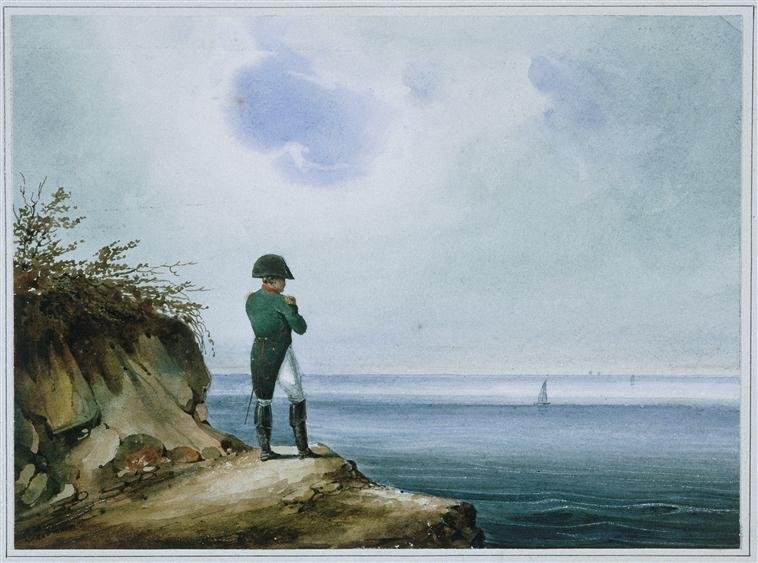
Napoleón en Santa Elena